# Карпов, Николай Дмитриевич (Герой Социалистического Труда)
Николай Дмитриевич Карпов (1925—1996) — советский передовик производства, старший мастер Новолипецкого металлургического завода Министерства чёрной металлургии СССР. Лауреат Государственной премии СССР (1978). Заслуженный изобретатель РСФСР (1982). Герой Социалистического Труда (1966).

## Биография
Родился 8 апреля 1925 года в городе Липецке.
С 1942 года в период Великой Отечественной войны Н. Д. Карпов в возрасте семнадцати лет начал свою трудовую деятельность слесарем-монтажником в воинской части расположенной на территории города Липецка. 
С 1946 по 1949 годы проходил обучение в Липецком горно-металлургическом техникуме. С 1949 года был направлен в посёлок Вяртсиля Карело Финской АССР и начал работать в должности мастера, с 1950 по 1959 годы работал в должностях: начальника смены и начальника мартеновского цеха на Вяртильском металлургическом заводе.
С  1959 года направлен в родной город Липецк и был назначен — мастером разливки стали электросталеплавильного цеха, позже был назначен старшим мастером и заместителем начальника второго конвертерного цеха Новолипецкого металлургического завода Министерства чёрной металлургии СССР. Н. Д. Карпов был постоянным участником Всесоюзной выставки достижений народного хозяйства (ВДНХ СССР) в городе Москва, за свои трудовые достижения в области изобретательства был награждён пятью медалями ВДНХ различного достоинства. Н. Д. Карпову  принадлежит авторство около двухсот патентов и свидетельств на изобретения.
22 марта 1966 года Указом Президиума Верховного Совета СССР «за выдающиеся успехи, достигнутые в развитии чёрной металлургии» Николай Дмитриевич Карпов был удостоен звания Героя Социалистического Труда с вручением Ордена Ленина и золотой медали «Серп и Молот».
В 1978 году «за создание и внедрение комплекса технологии, специального разливочного оборудования и огнеупоров для массового производства качественного металла в сталеплавильных цехах с агрегатами большой единичной мощности» Николай Дмитриевич Карпов был удостоен — Государственной премии СССР в области науки и техники.
19 февраля 1982 года Указом Президиума Верховного Совета РСФСР «за многолетнюю плодотворную изобретательскую деятельность» Николай Дмитриевич Карпов был удостоен почётного звания — Заслуженный изобретатель РСФСР. 
После выхода на заслуженный отдых проживал в городе Липецке.
Скончался 2 ноября 1996 года, похоронен на городском кладбище города Липецка..

## Награды
- Медаль «Серп и Молот» (22.03.1966)
- Орден Ленина (22.03.1966)
- Медали ВДНХ[2]

### Звания
- Заслуженный изобретатель РСФСР (19.02.1982[4])

### Премии
- Государственная премия СССР в области науки и техники (1978[3])
- Премия Совета Министров СССР[2][1]